# José da Graça Diogo
José da Graça Diogo est un homme politique santoméen, né en décembre 1956 et mort le 9 octobre 2022 à São Tomé.
Haut responsable de l'Action démocratique indépendante (ADI), il préside l'Assemblée nationale de 2014 à 2018.

## Biographie
José da Graça Diogo nait en décembre 1956 et grandit à Kinshasa, au Zaïre, au sein de la diaspora santoméenne. Ingénieur en télécommunications de formation, il est notamment cadre dans la Companhia São Tomense de Telecomunicações.
En 1992, après l'ouverture de la république de Sao Tomé-et-Principe au multipartisme, il est l'un des membres fondateurs de l'Action démocratique indépendante (ADI). Il occupe en son sein plusieurs hautes responsabilités. Il devient par la suite député, ministre des Ressources naturelles et de l'Environnement et enfin président de l'Assemblée nationale de 2014 à 2018.
Il meurt à l'âge de 65 ans au centre hospitalier de São Tomé le 9 octobre 2022. Il est inhumé le lendemain au cimetière Alto São João